# Petter Hegre
Petter Hegre (* 8. September 1969 in Stavanger, Norwegen) ist ein Fotograf und Regisseur.

## Leben und Werk
Hegre begann seine Fotografenkarriere als Austauschschüler in den USA. Nach dem Wehrdienst in seiner Heimat kehrte er wieder in die USA zurück und begann sein Studium der Fotografie am Brooks Institute of Photography in Santa Barbara. Ab 1991 assistierte er Richard Avedon in New York, kehrte dann wieder nach Norwegen zurück und arbeitete als Berufsfotograf in Stavanger. Er ist mit dem Modell Luba Shumeyko verheiratet. Zusammen mit ihr ist Hegre auch Initiator und Herausgeber des Magazins New Nude, einer Zeitschrift, die sich speziell der Aktfotografie widmet.
Hegre ist bekannt durch gewagte, technisch anspruchsvolle Aktfotografien. Sie wirken puristisch und zielen ab auf Einfachheit und Klarheit. Der Stil schlägt sich nieder in einer Abwendung von der artifiziellen Ästhetik der „konventionellen“ Aktfotografie (die durch fließende Übergänge bzw. Ausschnitte abstrahierend und anonymisierend wirkt). Wie einst die Fotografen der Neuen Sachlichkeit will Hegre die Personen und Sujets im Sinne der straight photography nüchtern und möglichst genau wiedergeben. Die Bildnisse (meist Vollakte, Halb- oder Ganzfigurporträts, die Darstellung stehend oder sitzend) sind „brutal“ direkt, sachbezogen, frei von Kunstgriffen, teilweise sehr provokativ exhibitionistisch, teilweise derb und pornografisch und lassen sich allesamt dem Genre erotischer Fotografie zuordnen. Einige Kritiker erheben den Vorwurf, seine Aktfotos wenden die Methoden und die Technik (Ausleuchtung, Perspektive, aufmerksamkeitssteigerndes Beiwerk etc.) der Produktfotografie an, was die Modelle zu reinen Objekten reduziere. Die Gesten bzw. Posen der Modelle und die Inszenierung der Akte sind jedoch immer um elegantes Auftreten und ästhetisches Konzept bemüht. 
My Wife (2000) ist sein erster großer Bildband, in dem er in erster Linie Aktfotos seiner ersten Frau Svanborg Thorisdottir verarbeitet. Neben seinen kommerziell erfolgreichen Bildbänden produzierte er drei Kurzfilme, die ebenfalls Nacktszenen zum Inhalt haben.
2002 gründete Hegre seine nach ihm benannte Webseite, auf der er seine Arbeiten für zahlende Kunden publiziert. Während sich der Stil wenig änderte, wurden die Arbeiten über die Jahre immer expliziter und haben mittlerweile die Grenze zur Pornografie deutlich übersprungen.

## Veröffentlichungen
- My Wife (2000), ISBN 978-3908163282
- Russian Lolita (2002), ISBN 978-3934020160
- Wild Shaven Angel (2003), ISBN 978-3934020191
- Luba (2003), ISBN 978-3283004477
- 100 Naked Girls (2004), ISBN 978-3037665503
- Marketa (2006), ISBN 978-3037665749
- Tuscany Nudes (2009), ISBN 978-3037666005
- Yoga Pur (2015), ISBN 978-3426292587